# Apelo à Razão
Apelo à razão, livro de humor publicado em 1986 pela editora Núcleo 3 em co-edição com o Studio Alfa, reúne as melhores colunas e editoriais de Perry White, o editor fictício do Planeta Diário, originalmente publicadas na Folha de S. Paulo.
Seguindo a linha do Planeta de aproveitamente de imagens antigas, principalmente da National Geographic dos anos 50, e apresentando White como baluarte da imprensa conservadora, os artigos cobrem satiricamente inúmeras questões de seu tempo, como a passagem do cometa de Halley, o Plano Cruzado, o governo de coalizão de Leonel Brizola, a Bienal de São Paulo, o mandato de Jânio Quadros na prefeitura paulistana e até a candidatura de Perry White a governador.
As orelhas do livro trazem um perfil de Perry White modelado no "perfil do consumidor" do Jornal do Brasil, com itens como "Guia espiritual: Wilton Franco" e e "Ideologia: mezzo comunista, mezzo capitalista, mezzo calabresa".